# Ролсторф
Ролсторф (њем. Rohlstorf) општина је у њемачкој савезној држави Шлезвиг-Холштајн. Једно је од 95 општинских средишта округа Зегеберг. Према процјени из 2010. у општини је живјело 1.190 становника. Посједује регионалну шифру (AGS) 1060069.

## Географски и демографски подаци
Ролсторф се налази у савезној држави Шлезвиг-Холштајн у округу Зегеберг. Општина се налази на надморској висини од 34 метра. Површина општине износи 19,7 km². У самом мјесту је, према процјени из 2010. године, живјело 1.190 становника. Просјечна густина становништва износи 60 становника/km².